# LG G 1500
LG G 1500 o G 1500 è un cellulare GSM realizzato da LG Electronics. È dotato di un display LCD monocromatico e supporta il GPRS, caratteristica non comune in altri cellulari della medesima categoria.